# 俄罗斯东正教军队
俄罗斯东正教军队（羅馬化：Russkaya pravoslavnaya armiya）是于顿巴斯战争后所成立的乌克兰的一支激进组织，成立于2014年5月。据报道，其成立起初规模仅仅100人，是由顿巴斯人和俄罗斯志愿者组成的。随着顿巴斯战争局势恶化，其规模增至500人，后来又到4000人。其总部位于顿涅茨克市乌克兰占领区安全局大楼内 。
俄罗斯东正教军队与亚历山大·巴尔卡绍夫领导的新纳粹准军事组织“俄罗斯民族团结会”有密切联系。据说其领导人德米特里·博伊佐夫（Dmitri Boitsov）直接听命于巴尔卡绍夫。